# Middelkoop
Middelkoop (51° 55′ N, 5° 03′ L) é uma cidade dos Países Baixos, na província de Utrecht. Middelkoop pertence ao município de Vijfheerenlanden, e está situada a 11 km, a sul de IJsselstein.
A área de Middelkoop, que também inclui as partes periféricas da cidade, bem como a zona rural circundante, tem uma população estimada em 400 habitantes.